# Consejo de Cooperación para los Estados Árabes del Golfo
El Consejo de Cooperación para los Estados Árabes del Golfo (en árabe: مجلس التعاون لدول الخليج الفارسی, también conocido por sus siglas: CCEAG) es una organización regional formada por seis naciones del Próximo Oriente, antiguamente denominada como: Consejo de Cooperación del Golfo (CCG; siglas en inglés: GCC) (en árabe: مجلس التعاون الخليجي). Creado el 25 de mayo de 1981, el Consejo lo forman Baréin, Kuwait, Omán, Catar, Arabia Saudita y los Emiratos Árabes Unidos.
No es una casualidad que estos seis países se unieron en una organización, ya que todos ellos comparten varios aspectos como la identidad cultural, religiosa, histórica, lingüística, y sus marcos jurídicos y legales, y además una condición económica común. 
La principal fuente de riqueza de los miembros del consejo es el petróleo. No obstante, se trata de una región vulnerable política y económicamente, fundamentalmente por su dependencia de una única fuente de riqueza, su escasa población, su gran superficie y su escasa capacidad militar.
A lo largo de los años el CCG extendió su interés a nuevas áreas, como la educación, la cultura, la política interna y externa y la economía.
Existe una unión aduanera entre todos los miembros del Consejo, los cuales pertenecen también a la Organización Mundial del Comercio. El Consejo se encuentra en la actualidad (2005) negociando un acuerdo de libre comercio con la Unión Europea.
El Organismo ha sido testigo de conflictos entre miembros como el caso de las tensas relaciones entre Catar y Baréin.

## Países miembros
Seis estados forman parte de la Unión:
- Baréin - Su población de 1.4 millones de habitantes goza de un PIB per cápita de $51,800. Su economía ha crecido del 2.5% en 2017. Tiene 124.5 millones barriles de reservas petroleras comprobadas.
- Kuwait - Su población de 2.9 millones de habitantes es la undécima por estándar de vida en el mundo. Su PIB per cápita es de $45,500.
- Omán - Sus reservas de petróleo son sólo de 5,4 millones de barriles. Está cambiando al turismo para mejorar el estilo de vida de sus 3,4 millones de habitantes. Su PIB per cápita es de $ 45.500.
- Arabia Saudita - Es el país más grande de los miembros del CCG con una población de 28.5 millones de habitantes. Tiene el 16% de las reservas mundiales de petróleo comprobadas, o sea 266.5 millones barriles. Su PIB per cápita es de $55.300.
- Emiratos Árabes Unidos - Su población de 6 millones de habitantes goza de un PIB per cápita de $68,00 gracias a una economía diversificada que incluye Dubái y el edificio más alto del mundo, el Burj Dubái Khalifa. Dubái es la segunda de las siete ciudad-estados de los EAU. Abu Dabi es la más grande. Los EAU tienen 97.8 millones barriles de reservas petroleras.
- Catar - El segundo país más rico del mundo, con un PIB per cápita de $124,900 para cada uno de sus 2.3 millones de residentes. Tiene 25.2 mil millones barriles de reservas petroleras comprobadas y el 13% de las reservas naturales de gas del mundo.[6]

## Antecedentes
El CCG nació como acuerdo de cooperación entre los seis países, para garantizar la seguridad entre los países miembros frente a un período de gran inestabilidad en el área del Golfo, motivado por la guerra entre Irak e Irán, la Revolución Chiita del Ayatolá Jomeini, la invasión soviética de Afganistán o la constante tensión generada por el conflicto israelí-palestino. Todos estos acontecimientos eran vistos como amenazas directas a la seguridad de unos Estados que, si bien se encontraban en buenos términos con Estados Unidos, no contaban con capacidad propia de defensa. Si bien la fecha oficial de creación del CCG es la mencionada más arriba, su origen se puede encontrar en una reunión celebrada por los ministros de Asuntos Exteriores de los miembros fundadores –Arabia Saudí, Kuwait, Catar, Omán, Baréin y Emiratos Árabes Unidos- el 4 de febrero de 1981 en Riad y donde se acuerda de manera formal el poner en marcha un mecanismo de integración y cooperación mutua.

## Objetivos
El artículo 4 de la Carta del CCG declara que los objetivos básicos son los de efectuar la coordinación, la integración y la interconexión entre los Estados miembros en todos los campos, reforzando lazos entre sus pueblos, formulando regulaciones similares en varios campos como la economía, finanzas, el comercio, la aduana, el turismo, la legislación, la administración, así como el progreso técnico en la industria, la minería, la agricultura, recursos de agua y de animal, el establecimiento de centros de investigación científico y la cooperación del sector privado. 
El Consejo de Cooperación para los Estados Árabes del Golfo (árabe: مجلس التعاون لدول الخليج الفارسی), llamado antes Consejo de Cooperación del Golfo (CCG) (árabe: مجلس التعاون الخليج الفارسی) es una organización regional que involucra a seis países del Oriente Medio, que tienen objetivos sociales y económicos en común. Creado el 25 de mayo de 1981, está conformado por Baréin, Kuwait, Omán, Catar, Arabia Saudita y los Emiratos Árabes Unidos. Cabe destacar que no todos los países que rodean el golfo Pérsico son miembros del consejo, específicamente Irán e Irak.
En resumen, sus principales objetivos son:
- La integración, coordinación y conexión entre los estados miembros para garantizar la unidad entre ellos.
- Reforzar las relaciones y las áreas de cooperación entre los países.

- Formular regulaciones similares en varios campos como la economía, finanzas, comercio, turismo, leyes y administración.
- Adoptar el progreso científico y técnico en la industria, minería, agricultura, recursos hídricos y animales.
- Establecer centros de investigación científica.

En 2001, el Consejo de Cooperación del Golfo establece sus objetivos como los siguientes:
- La creación de una Unión Aduanera en enero de 2003 (con un bloque comercial compuesto por un área de libre comercio con una tarifa externa común)

- La creación de un Mercado Común antes de 2007, con un bloque comercial en el que la mayoría de las barreras comerciales han sido removidas con algunas políticas comunes de la regulación de los productos y la libertad de movimientos de los factores de producción y de la empresa y los servicios.
- La creación de una Moneda Corriente antes de 2010. En diciembre de 2006, Omán anunció que no habría sido capaz de encontrar la fecha límite en 2010 para la creación de la moneda corriente.[9] Además, en mayo de 2009 los Emiratos Árabes Unidos anunciaron su retirada del proyecto de la unión monetaria tras el anunció que el banco central para la unión monetaria habría sido situado en Riad y no en los EAU.[10]

## Economía

### Producción petrolera
Las economías de los países del Golfo se basan prácticamente en la producción de un único producto: el petróleo. Los países del Golfo basan su economía en las actividades económicas y comerciales y transacciones financieras que provienen de los beneficios producidos por el petróleo. En los años 90, estos países empezaron a producir también gas natural.
En 2020 el Statista Reasearch Department publicó un ensayo en el que había señalado la importancia de los países del Oriente Medio por tener grandes yacimientos de petróleo en el mercado global. A pesar de que Estados Unidos sean el mayor importador de petróleo, el estado líder productor de petróleo en Oriente Medio es Arabia Saudí, con más de 12 millones de barriles de petróleo producido cada día en 2018. En 2015, Kuwait y los Emiratos Árabes Unidos tenían la segunda y la tercera reserva de petróleo más grandes en el CCG. A partir de 2018, se produjeron más de 10 millones de barriles de petróleo crudo en Arabia Saudí, de los cuales se consumieron 3 millones de barriles a diario. Este petróleo crudo se refina aún más para producir productos como diésel, fuel, gasoil, gasolina, GLP, queroseno, etc. Por refinerías como Saudi Aramco. De estos, la mayor producción fue de diésel con 319 mil barriles en 2017.

### Unión monetaria
El CCG lleva años intentando crear una unión monetaria, desde los años ochenta. En su 29a sesión el Consejo Supremo del CCG aprobó el Acuerdo para la Unión Monetaria y el Estatuto del Consejo Monetario, que desarrollaron un cuadro legal e institucional para la unión monetaria e identificaron los objetivos y las funciones del consejo monetario. Los países miembros del Acuerdo para la Unión Monetaria (Baréin, Arabia Saudí, Catar y Kuwait) rectificaron el acuerdo y como resultado, el acuerdo monetario entró en vigor el 27 de febrero de 2010. La primera reunión del Consejo Monetario del Golfo (GMCO) se llevó a cabo el 30 de marzo de 2010. En 2014, la unión monetaria del Consejo de Cooperación del Golfo abrió un diálogo con los Emiratos Árabes Unidos y Omán para implementar el proyecto de unión monetaria para tener una mayor influencia en el sistema financiero internacional y para eliminar los costes de transacción en el CCG por tener distintas monedas nacionales en un único bloque regional.

## El derecho comunitario del CCG

### La carta fundacional
La Carta fundacional tiene rango de Constitución del CCG y entró en vigor el 25 de mayo de 1981 una vez fue ratificada por los seis Estados miembros del Consejo. De una manera general dicha Carta plasma la naturaleza y relevancia de este proyecto de cooperación. Los diferentes artículos que integran esta Carta fundacional detallan los objetivos, modos de funcionamiento y competencias de sus órganos institucionales.
La carta está formada por un preámbulo y veintidós artículos. El preámbulo subraya la existencia de relaciones especiales entre los países miembros y su compromiso en lograr objetivos comunes. Es importante señalar que el primer artículo aclara la denominación de este consejo como “Consejo de Cooperación de los países árabes del Golfo” o “Consejo de Cooperación” (CCG). En la Carta queda detallado que la sede oficial del CCG será Riad, capital de Arabia Saudí, elección hecha debido a varios factores: Arabia Saudí es el mayor país miembro tanto en tamaño geográfico, como poblacional al mismo tiempo que tiene la economía más fuerte, sin olvidar que posee los centros religiosos más importantes para el islam, La Meca y la Medina. 

#### Reglamentos Internos
Los reglamentos internos ocupan un segundo lugar en la jerarquía normativa del CCG y han sido creados como estatutos individuales de cada uno de los órganos que conforman el CCG (excepto la Secretaría General). Estos reglamentos individuales son los encargados del correcto funcionamiento de cada uno de los órganos, determinando sus competencias y coordinando sus relaciones. Existen cuatro Reglamentos internos: del Consejo Supremo, del Consejo de Ministros, de la Comisión de Solución de Controversias y el de la Comisión Consultiva.

#### Acuerdo Económico Comunitario
Seis meses después de creado el CCG, el 11 de noviembre de 1981, los seis países miembros del CCG firmaron el Acuerdo Económico Comunitario. En este acuerdo se puede observar la verdadera esencia del Consejo, fomentada por el deseo de los Estados miembros de alcanzar una total integración empezando por la cooperación económica. En este Acuerdo se determina de forma específica los canales económicos, financieros, comerciales, tecnológicos, sanitarios, laborales, etc. por los que debe dirigirse el CCG. En diciembre de 2001 se firmó un nuevo Acuerdo Económico que revisaba de una manera global al anterior.

## Estructura organizativa
El artículo 6 de la Carta del CCG señala las principales organizaciones del Consejo: el Consejo Supremo, al que se anexa la Comisión para la Solución de Controversias y la Comisión Consultiva, el Consejo Ministerial y la Secretaría General. Cada una de estas organizaciones pueden establecer sus sub-organizaciones si fuera necesario.

### Consejo Supremo
El Consejo Supremo es la autoridad más alta de la organización. Se compone por los jefes de los Estados miembros. Su presidencia rodea periódicamente entre los Estados miembros en orden alfabético. Se reúne en una sesión ordinaria cada año y puede tener sesiones extraordinarias si uno de los Estados miembros, respaldado por otro, lo solicita. Para ser válida, dos tercios de los Estados miembros tienen que participar a la junta. El Consejo Supremo es el responsable de dirigir y trazar las líneas del proyecto de cooperación, al mismo tiempo que supervisa la buena marcha de éste. El Consejo Supremo también tiene la potestad legislativa del CCG. Entre sus otras funciones, establece la alta política del CCG y revisa los estudios, declaraciones, recomendaciones y las empresas conjuntas presentadas por el Consejo Ministerial para su aprobación. Además, aprueba las bases para negociar con otros estados u organizaciones internacionales. Cada miembro del Consejo tiene un voto y las resoluciones substanciales tienen que ser aprobadas por unanimidad de los miembros que participan al voto, mientras que las resoluciones procedimentales necesitan únicamente la mayoría. 
La Comisión Consultiva se compone de treinta miembros, cinco por cada estado miembro, elegidos por su experiencia y competencia por un periodo de tres años. Este organismo considera los asuntos que le someten al Consejo Supremo del CCG.
La Comisión para la Solución de Controversias se ocupa de cada caso de disputa que surja de la interpretación de los términos de la Carta.

### Consejo Ministerial
El Consejo Ministerial se compone de los ministros de Asuntos Exteriores de todos los Estados miembros u otros ministros en representación de ellos. Preside el Consejo Ministerial el estado miembro que haya presidido la última sesión ordinaria del Consejo Supremo. Se reúne cada tres meses y puede tener sesiones extraordinarias si uno de los Estados miembros, respaldado por otro, lo solicita. Una sesión es válida si participan dos tercios de los Estados miembros. Las funciones del Consejo Ministerial incluyen, entre otras, la formulación de políticas, la promoción de la cooperación entre los Estados miembros y lograr la coordinación entre los Estados miembros para implementar los proyectos en curso. Presenta sus decisiones en forma de recomendaciones al Consejo Supremo para su aprobación. El Consejo Ministerial también es responsable de los preparativos para celebrar las reuniones del Consejo Supremo y para preparar su agenda. El procedimiento de votación del Consejo Ministerial es el mismo que en el Consejo Supremo.

### Secretaría General
Las funciones de la Secretaría General están relacionadas con los estudios de cooperación, coordinación, planificación y programación para la acción común. Además, la preparación de informes periódicos sobre el trabajo realizado por el CCG, analizando la implementación de sus propias decisiones, la preparación de informes y estudios solicitados por el Consejo Supremo o por el Consejo Ministerial, realizando acuerdos para llevar a cabo juntas de diferentes organizaciones, finalización de su agenda y redacción de resoluciones.
La Secretaría General se compone de las siguientes figuras:
1. La Secretaría General, nombrado por el Consejo Supremo por un periodo de tres años.
2. Ocho Asistentes de la Secretaría General, son nombrados por el Consejo Ministerial en el momento de la nominación de la Secretaría General. La Secretaría General incluye también el jefe de la Delegación CCG en la Unión Europea en Bruselas y el jefe de la Delegación CCG en la Naciones Unidas.
3. El director general de las divisiones funcionales de la Secretaría y todos los otros empleados subordinados: todos ellos están nombrados por la Secretaría General.

La estructura funcional de la Secretaría General se ocupa de varias áreas especializadas como la política, la económica, la militar, de seguridad, humanitaria y de asuntos ambientales, finanzas y administración, diálogo estratégico y convenios, derechos intelectuales, la Oficina de la Secretaría Técnica para el antidumping, la Oficina Técnica de Comunicación situada en el Reino de Baréin y la Oficina de la Comisión Consultiva en el Sultanato de Omán. Los delegados de las misiones del CCG ante la Unión Europea y las Naciones Unidas forman parte del personal administrativo de la Secretaría.

## La Fuerza del Escudo de la Península
La Penynsula Shield Force (PSF) o Fuerza del Escudo de la Península fue creado como ala militar del CCG, cuando este último lanzó una fuerza de despliegue rápido y llevó a cabo ejercicios militares conjuntos con el nombre en código 'Peninsula Shield' y 'Gulf Shield II' en 1983 y 1984, durante la guerra Irán-Irak. Lo que quedó como un ejército simbólico de 5000 soldados estacionados en la base de Hafr al-Batin de Arabia Saudita no había logrado proteger a Kuwait en el período previo a la Guerra del Golfo de 1991. Por lo tanto, el gobierno de  Omán cuestionó la hipótesis de un ejército pequeño con base en un solo lugar para asegurar las fronteras de todos los Estados del CCG. Después de que Omán presentó esta iniciativa, el período principal de negociación tuvo lugar entre 1991 y 1995. A finales de 2006, el PSF tenía 7.000 efectivos y funcionaba como fuerza de intervención conjunta para defender la frontera conjunta de Arabia Saudita, Kuwait e Irak. En noviembre de 2006, la CGG discutió la posible expansión de su fuerza conjunta a raíz de una propuesta realizada por el Custodio de las Dos Mezquitas Sagradas, el Rey Abdullah. A medida que aumentaban las protestas en marzo de 2011, el gobierno de Baréin invitó a otros países vecinos del Consejo de Cooperación del Golfo a recibir asistencia en materia de seguridad. Debido a la vulnerabilidad del país en ese momento, la Fuerza del Escudo de la Península se activó para asegurar la integridad de las fronteras territoriales de Baréin.